# Řád národního vzdělávání
Řád národního vzdělávání (francouzsky: Ordre de L'Education Nationale) je státní vyznamenání Gabonské republiky.

## Třídy
Řád je udílen ve třech řádných třídách:
- komtur – Řádový odznak je zlatý a nosí se na stuze kolem krku.
- důstojník – Řádový odznak je stříbrný a nosí se na hrudi na stuze s rozetou.
- rytíř – Řádový odznak je stříbrný a nosí se na hrudi na stuze bez rozety.

## Insignie
Řádový odznak má přibližně oválný tvar a skládá se z kulatého medailonu, který je položen na dva zkřížené palmové listy. V medailonu je monogram RG. Při vnějším okraji medailonu je v kruhu nápis EDUCATION NATIONALE. Ke stuze je odznak připojen pomocí jednoduchého kroužku. Na zadní straně je v medailonu nápis na čtyřech řádcích ORDE GABONAIS • DE • L'EDUCATION • NATIONALE.
Stuha se skládá ze širokého zeleného pruhu uprostřed, na který po obou stranách navazuje postupně proužek žlutý, modrý, žlutý, tenký zelený, žlutý, modrý, tenký žlutý, tenký zelený, tenký žlutý a při okraji je stuha zakončena tenkým modrým proužkem.